# 21e étape du Tour de France 2025
Pour un article plus général, voir Tour de France 2025.
La 21e étape du Tour de France 2025 se déroule le dimanche 27 juillet 2025 entre Mantes-la-Ville et l'avenue des Champs-Élysées à Paris, sur une distance de 132,3 km. C'est la dernière étape du Tour de France 2025.

## Parcours de l'étape
La dernière étape du Tour, relie Mantes-la-Ville aux Champs-Élysées sur une distance de 132,3 km. Cette étape de clôture célèbre le 50e anniversaire de la première arrivée du Tour sur la célèbre avenue parisienne. Le peloton traversera les Yvelines en passant à proximité du château de Versailles, avant d’entrer dans la capitale par la côte des Gardes. Les coureurs longeront ensuite la Seine, avec un passage traditionnel devant le Louvre, puis un final inédit marquera cette édition. À l’arrivée aux Tuileries, le parcours bifurquera vers la butte Montmartre pour une triple ascension de la rue Lepic via le boulevard Malesherbes. Les sprinteurs encore en lice se disputeront ensuite la victoire sur les Champs-Élysées, au terme de cette étape emblématique qui conclut en beauté l’édition 2025.
Lors de cette 21e et dernière étape, le parcours final habituel autour des Champs-Élysées est modifié et les coureurs passent par la butte de Montmartre, et ce à trois reprises, s'inspirant du succès populaire du tracé de l'épreuve en ligne des Jeux olympiques de Paris 2024.

## Résultats
Cette section présente les résultats et prix obtenus au cours de l'étape.

### Classement de l'étape
| Classement de la 21e étape | Classement de la 21e étape | Classement de la 21e étape | Classement de la 21e étape | Classement de la 21e étape |
|                            | Coureur                    | Pays                       | Équipe                     | Temps                      |
| -------------------------- | -------------------------- | -------------------------- | -------------------------- | -------------------------- |
| 1er                        | Wout van Aert              | Belgique                   | Visma-Lease a Bike         | en 3 h 7 min 30 s          |
| 2e                         | Davide Ballerini           | Italie                     | XDS Astana                 | + 19 s                     |
| 3e                         | Matej Mohorič              | Slovénie                   | Bahrain Victorious         | + 19 s                     |
| 4e                         | Tadej Pogačar              | Slovénie                   | UAE Emirates XRG           | + 19 s                     |
| 5e                         | Matteo Jorgenson           | États-Unis                 | Visma-Lease a Bike         | + 26 s                     |
| 6e                         | Matteo Trentin             | Italie                     | Tudor                      | + 38 s                     |
| 7e                         | Arnaud De Lie              | Belgique                   | Lotto                      | + 1 min 14 s               |
| 8e                         | Kévin Vauquelin            | France                     | Arkéa-B&B Hotels           | + 1 min 14 s               |
| 9e                         | Mike Teunissen             | Pays-Bas                   | XDS Astana                 | + 1 min 14 s               |
| 10e                        | Dylan Teuns                | Belgique                   | Cofidis                    | + 1 min 14 s               |
| modifier                   |                            |                            |                            |                            |

### Bonifications en temps
|   | Coureur          | Pays     | Équipe             | Bonifications |
| - | ---------------- | -------- | ------------------ | ------------- |
| 1 | Wout van Aert    | Belgique | Visma-Lease a Bike | 10 s          |
| 2 | Davide Ballerini | Italie   | XDS Astana         | 6 s           |
| 3 | Matej Mohorič    | Slovénie | Bahrain Victorious | 4 s           |

### Points attribués
| Sprint intermédiaire Paris - Haut des Champs-Élysées (3e passage sur la ligne) (km 75,9) | Sprint intermédiaire Paris - Haut des Champs-Élysées (3e passage sur la ligne) (km 75,9) | Sprint intermédiaire Paris - Haut des Champs-Élysées (3e passage sur la ligne) (km 75,9) | Sprint intermédiaire Paris - Haut des Champs-Élysées (3e passage sur la ligne) (km 75,9) | Sprint intermédiaire Paris - Haut des Champs-Élysées (3e passage sur la ligne) (km 75,9) |
| ---------------------------------------------------------------------------------------- | ---------------------------------------------------------------------------------------- | ---------------------------------------------------------------------------------------- | ---------------------------------------------------------------------------------------- | ---------------------------------------------------------------------------------------- |
|                                                                                          | Coureur                                                                                  | Pays                                                                                     | Équipe                                                                                   | Point(s)                                                                                 |
| 1er                                                                                      | Jonathan Milan                                                                           | Italie                                                                                   | Lidl-Trek                                                                                | 20                                                                                       |
| 2e                                                                                       | Jonas Abrahamsen                                                                         | Norvège                                                                                  | Uno-X Mobility                                                                           | 17                                                                                       |
| 3e                                                                                       | Biniam Girmay                                                                            | Érythrée                                                                                 | Intermarché-Wanty                                                                        | 15                                                                                       |
| 4e                                                                                       | Anthony Turgis                                                                           | France                                                                                   | TotalEnergies                                                                            | 13                                                                                       |
| 5e                                                                                       | Tobias Johannessen                                                                       | Norvège                                                                                  | Uno-X Mobility                                                                           | 11                                                                                       |
| 6e                                                                                       | Tim Naberman                                                                             | Pays-Bas                                                                                 | Picnic-PostNL                                                                            | 10                                                                                       |
| 7e                                                                                       | Matteo Jorgenson                                                                         | États-Unis                                                                               | Visma-Lease a Bike                                                                       | 9                                                                                        |
| 8e                                                                                       | Laurenz Rex                                                                              | Belgique                                                                                 | Intermarché-Wanty                                                                        | 8                                                                                        |
| 9e                                                                                       | Vito Braet                                                                               | Belgique                                                                                 | Intermarché-Wanty                                                                        | 7                                                                                        |
| 10e                                                                                      | Hugo Page                                                                                | France                                                                                   | Intermarché-Wanty                                                                        | 6                                                                                        |
| 11e                                                                                      | Raúl García Pierna                                                                       | Espagne                                                                                  | Arkéa-B&B Hotels                                                                         | 5                                                                                        |
| 12e                                                                                      | Tadej Pogačar                                                                            | Slovénie                                                                                 | UAE Emirates XRG                                                                         | 4                                                                                        |
| 13e                                                                                      | Tim Wellens                                                                              | Belgique                                                                                 | UAE Emirates XRG                                                                         | 3                                                                                        |
| 14e                                                                                      | Alexis Renard                                                                            | France                                                                                   | Cofidis                                                                                  | 2                                                                                        |
| 15e                                                                                      | Harry Sweeny                                                                             | Australie                                                                                | EF Education-EasyPost                                                                    | 1                                                                                        |
| modifier                                                                                 |                                                                                          |                                                                                          |                                                                                          |                                                                                          |

| Arrivée d'étape Paris - Champs-Élysées (7e passage sur la ligne d'arrivée) (km 132,3) | Arrivée d'étape Paris - Champs-Élysées (7e passage sur la ligne d'arrivée) (km 132,3) | Arrivée d'étape Paris - Champs-Élysées (7e passage sur la ligne d'arrivée) (km 132,3) | Arrivée d'étape Paris - Champs-Élysées (7e passage sur la ligne d'arrivée) (km 132,3) | Arrivée d'étape Paris - Champs-Élysées (7e passage sur la ligne d'arrivée) (km 132,3) |
| ------------------------------------------------------------------------------------- | ------------------------------------------------------------------------------------- | ------------------------------------------------------------------------------------- | ------------------------------------------------------------------------------------- | ------------------------------------------------------------------------------------- |
|                                                                                       | Coureur                                                                               | Pays                                                                                  | Équipe                                                                                | Point(s)                                                                              |
| 1er                                                                                   | Wout van Aert                                                                         | Belgique                                                                              | Visma-Lease a Bike                                                                    | 50                                                                                    |
| 2e                                                                                    | Davide Ballerini                                                                      | Italie                                                                                | XDS Astana                                                                            | 30                                                                                    |
| 3e                                                                                    | Matej Mohorič                                                                         | Slovénie                                                                              | Bahrain Victorious                                                                    | 20                                                                                    |
| 4e                                                                                    | Tadej Pogačar                                                                         | Slovénie                                                                              | UAE Emirates XRG                                                                      | 18                                                                                    |
| 5e                                                                                    | Matteo Jorgenson                                                                      | États-Unis                                                                            | Visma-Lease a Bike                                                                    | 16                                                                                    |
| 6e                                                                                    | Matteo Trentin                                                                        | Italie                                                                                | Tudor                                                                                 | 14                                                                                    |
| 7e                                                                                    | Arnaud De Lie                                                                         | Belgique                                                                              | Lotto                                                                                 | 12                                                                                    |
| 8e                                                                                    | Kévin Vauquelin                                                                       | France                                                                                | Arkéa-B&B Hotels                                                                      | 10                                                                                    |
| 9e                                                                                    | Mike Teunissen                                                                        | Pays-Bas                                                                              | XDS Astana                                                                            | 8                                                                                     |
| 10e                                                                                   | Dylan Teuns                                                                           | Belgique                                                                              | Cofidis                                                                               | 7                                                                                     |
| 11e                                                                                   | Kaden Groves                                                                          | Australie                                                                             | Alpecin-Deceuninck                                                                    | 6                                                                                     |
| 12e                                                                                   | Tobias Lund Andresen                                                                  | Danemark                                                                              | Picnic-PostNL                                                                         | 5                                                                                     |
| 13e                                                                                   | Biniam Girmay                                                                         | Érythrée                                                                              | Intermarché-Wanty                                                                     | 4                                                                                     |
| 14e                                                                                   | Alex Aranburu                                                                         | Espagne                                                                               | Cofidis                                                                               | 3                                                                                     |
| 15e                                                                                   | Neilson Powless                                                                       | États-Unis                                                                            | EF Education-EasyPost                                                                 | 2                                                                                     |
| modifier                                                                              |                                                                                       |                                                                                       |                                                                                       |                                                                                       |

### Cols et côtes
| Côte de Bazemont (km 10,0) 4e catégorie (1,7 km à 7,0 %) | Côte de Bazemont (km 10,0) 4e catégorie (1,7 km à 7,0 %) | Côte de Bazemont (km 10,0) 4e catégorie (1,7 km à 7,0 %) | Côte de Bazemont (km 10,0) 4e catégorie (1,7 km à 7,0 %) | Côte de Bazemont (km 10,0) 4e catégorie (1,7 km à 7,0 %) |
| -------------------------------------------------------- | -------------------------------------------------------- | -------------------------------------------------------- | -------------------------------------------------------- | -------------------------------------------------------- |
|                                                          | Coureur                                                  | Pays                                                     | Équipe                                                   | Point(s)                                                 |
| 1er                                                      | Mattéo Vercher                                           | France                                                   | TotalEnergies                                            | 1                                                        |
| modifier                                                 |                                                          |                                                          |                                                          |                                                          |

| Côte du Pavé des Gardes (km 45,9) 4e catégorie (0,7 km à 9,7 %) | Côte du Pavé des Gardes (km 45,9) 4e catégorie (0,7 km à 9,7 %) | Côte du Pavé des Gardes (km 45,9) 4e catégorie (0,7 km à 9,7 %) | Côte du Pavé des Gardes (km 45,9) 4e catégorie (0,7 km à 9,7 %) | Côte du Pavé des Gardes (km 45,9) 4e catégorie (0,7 km à 9,7 %) |
| --------------------------------------------------------------- | --------------------------------------------------------------- | --------------------------------------------------------------- | --------------------------------------------------------------- | --------------------------------------------------------------- |
|                                                                 | Coureur                                                         | Pays                                                            | Équipe                                                          | Point(s)                                                        |
| 1er                                                             | Pavel Sivakov                                                   | France                                                          | UAE Emirates XRG                                                | 1                                                               |
| modifier                                                        |                                                                 |                                                                 |                                                                 |                                                                 |

| Côte de la Butte Montmartre (1er passage sur la ligne) (km 92,7) 4e catégorie (1,1 km à 5,9 %) | Côte de la Butte Montmartre (1er passage sur la ligne) (km 92,7) 4e catégorie (1,1 km à 5,9 %) | Côte de la Butte Montmartre (1er passage sur la ligne) (km 92,7) 4e catégorie (1,1 km à 5,9 %) | Côte de la Butte Montmartre (1er passage sur la ligne) (km 92,7) 4e catégorie (1,1 km à 5,9 %) | Côte de la Butte Montmartre (1er passage sur la ligne) (km 92,7) 4e catégorie (1,1 km à 5,9 %) |
| ---------------------------------------------------------------------------------------------- | ---------------------------------------------------------------------------------------------- | ---------------------------------------------------------------------------------------------- | ---------------------------------------------------------------------------------------------- | ---------------------------------------------------------------------------------------------- |
|                                                                                                | Coureur                                                                                        | Pays                                                                                           | Équipe                                                                                         | Point(s)                                                                                       |
| 1er                                                                                            | Tadej Pogačar                                                                                  | Slovénie                                                                                       | UAE Emirates XRG                                                                               | 1                                                                                              |
| modifier                                                                                       |                                                                                                |                                                                                                |                                                                                                |                                                                                                |

| Côte de la Butte Montmartre (2e passage sur la ligne) (km 109,5) 4e catégorie (1,1 km à 5,9 %) | Côte de la Butte Montmartre (2e passage sur la ligne) (km 109,5) 4e catégorie (1,1 km à 5,9 %) | Côte de la Butte Montmartre (2e passage sur la ligne) (km 109,5) 4e catégorie (1,1 km à 5,9 %) | Côte de la Butte Montmartre (2e passage sur la ligne) (km 109,5) 4e catégorie (1,1 km à 5,9 %) | Côte de la Butte Montmartre (2e passage sur la ligne) (km 109,5) 4e catégorie (1,1 km à 5,9 %) |
| ---------------------------------------------------------------------------------------------- | ---------------------------------------------------------------------------------------------- | ---------------------------------------------------------------------------------------------- | ---------------------------------------------------------------------------------------------- | ---------------------------------------------------------------------------------------------- |
|                                                                                                | Coureur                                                                                        | Pays                                                                                           | Équipe                                                                                         | Point(s)                                                                                       |
| 1er                                                                                            | Tadej Pogačar                                                                                  | Slovénie                                                                                       | UAE Emirates XRG                                                                               | 1                                                                                              |
| modifier                                                                                       |                                                                                                |                                                                                                |                                                                                                |                                                                                                |

| \| Côte de la Butte Montmartre (3e passage sur la ligne) (km 126,2) 4e catégorie (1,1 km à 5,9 %) \| Côte de la Butte Montmartre (3e passage sur la ligne) (km 126,2) 4e catégorie (1,1 km à 5,9 %) \| Côte de la Butte Montmartre (3e passage sur la ligne) (km 126,2) 4e catégorie (1,1 km à 5,9 %) \| Côte de la Butte Montmartre (3e passage sur la ligne) (km 126,2) 4e catégorie (1,1 km à 5,9 %) \| Côte de la Butte Montmartre (3e passage sur la ligne) (km 126,2) 4e catégorie (1,1 km à 5,9 %) \| \| ---------------------------------------------------------------------------------------------- \| ---------------------------------------------------------------------------------------------- \| ---------------------------------------------------------------------------------------------- \| ---------------------------------------------------------------------------------------------- \| ---------------------------------------------------------------------------------------------- \| \| \| Coureur \| Pays \| Équipe \| Point(s) \| \| 1er \| Wout van Aert \| Belgique \| Visma-Lease a Bike \| 1 \| \| modifier \| \| \| \| \| |               |          |                    |          |
| Côte de la Butte Montmartre (3e passage sur la ligne) (km 126,2) 4e catégorie (1,1 km à 5,9 %) |               |          |                    |          |
| | Coureur       | Pays     | Équipe             | Point(s) |
| 1er | Wout van Aert | Belgique | Visma-Lease a Bike | 1        |
| modifier |               |          |                    |          |

## Classements à l'issue de l'étape
Cette section présente le classement général et les différents classements annexes à l'issue de l'étape.

### Classement général
| Classement général | Classement général | Classement général | Classement général         | Classement général |
|                    | Coureur            | Pays               | Équipe                     | Temps              |
| ------------------ | ------------------ | ------------------ | -------------------------- | ------------------ |
| 1er                | Tadej Pogačar      | Slovénie           | UAE Emirates XRG           | en 76 h 0 min 32 s |
| 2e                 | Jonas Vingegaard   | Danemark           | Visma-Lease a Bike         | + 4 min 24 s       |
| 3e                 | Florian Lipowitz   | Allemagne          | Red Bull-Bora-Hansgrohe    | + 11 min 0 s       |
| 4e                 | Oscar Onley        | Royaume-Uni        | Picnic-PostNL              | + 12 min 12 s      |
| 5e                 | Felix Gall         | Autriche           | Decathlon-AG2R La Mondiale | + 17 min 12 s      |
| 6e                 | Tobias Johannessen | Norvège            | Uno-X Mobility             | + 20 min 14 s      |
| 7e                 | Kévin Vauquelin    | France             | Arkéa-B&B Hotels           | + 22 min 35 s      |
| 8e                 | Primož Roglič      | Slovénie           | Red Bull-Bora-Hansgrohe    | + 25 min 30 s      |
| 9e                 | Ben Healy          | Irlande            | EF Education-EasyPost      | + 28 min 2 s       |
| 10e                | Jordan Jegat       | France             | TotalEnergies              | + 32 min 42 s      |
| modifier           |                    |                    |                            |                    |

| Classement par points | Classement par points | Classement par points | Classement par points | Classement par points |
| --------------------- | --------------------- | --------------------- | --------------------- | --------------------- |
|                       | Coureur               | Pays                  | Équipe                | Point(s)              |
| 1er                   | Jonathan Milan        | Italie                | Lidl-Trek             | 372 points            |
| 2e                    | Tadej Pogačar         | Slovénie              | UAE Emirates XRG      | 294 pts               |
| 3e                    | Biniam Girmay         | Érythrée              | Intermarché-Wanty     | 232 pts               |
| 4e                    | Jonas Vingegaard      | Danemark              | Visma-Lease a Bike    | 182 pts               |
| 5e                    | Anthony Turgis        | France                | TotalEnergies         | 182 pts               |
| 6e                    | Jonas Abrahamsen      | Norvège               | Uno-X Mobility        | 173 pts               |
| 7e                    | Tim Merlier           | Belgique              | Soudal Quick-Step     | 156 pts               |
| 8e                    | Wout van Aert         | Belgique              | Visma-Lease a Bike    | 138 pts               |
| 9e                    | Kaden Groves          | Australie             | Alpecin-Deceuninck    | 125 pts               |
| 10e                   | Quinn Simmons         | États-Unis            | Lidl-Trek             | 123 pts               |
| modifier              |                       |                       |                       |                       |

| Classement du meilleur grimpeur | Classement du meilleur grimpeur | Classement du meilleur grimpeur | Classement du meilleur grimpeur | Classement du meilleur grimpeur |
| ------------------------------- | ------------------------------- | ------------------------------- | ------------------------------- | ------------------------------- |
|                                 | Coureur                         | Pays                            | Équipe                          | Point(s)                        |
| 1er                             | Tadej Pogačar                   | Slovénie                        | UAE Emirates XRG                | 119 points                      |
| 2e                              | Jonas Vingegaard                | Danemark                        | Visma-Lease a Bike              | 104 pts                         |
| 3e                              | Lenny Martinez                  | France                          | Bahrain Victorious              | 97 pts                          |
| 4e                              | Thymen Arensman                 | Pays-Bas                        | Ineos Grenadiers                | 85 pts                          |
| 5e                              | Ben O'Connor                    | Australie                       | Jayco AlUla                     | 51 pts                          |
| 6e                              | Valentin Paret-Peintre          | France                          | Soudal Quick-Step               | 51 pts                          |
| 7e                              | Felix Gall                      | Autriche                        | Decathlon-AG2R La Mondiale      | 46 pts                          |
| 8e                              | Primož Roglič                   | Slovénie                        | Red Bull-Bora-Hansgrohe         | 43 pts                          |
| 9e                              | Oscar Onley                     | Royaume-Uni                     | Picnic-PostNL                   | 42 pts                          |
| 10e                             | Michael Woods                   | Canada                          | Israel-Premier Tech             | 38 pts                          |
| modifier                        |                                 |                                 |                                 |                                 |

| Classement général du meilleur jeune | Classement général du meilleur jeune | Classement général du meilleur jeune | Classement général du meilleur jeune | Classement général du meilleur jeune |
|                                      | Coureur                              | Pays                                 | Équipe                               | Temps                                |
| ------------------------------------ | ------------------------------------ | ------------------------------------ | ------------------------------------ | ------------------------------------ |
| 1er                                  | Florian Lipowitz                     | Allemagne                            | Red Bull-Bora-Hansgrohe              | en 76 h 11 min 32 s                  |
| 2e                                   | Oscar Onley                          | Royaume-Uni                          | Picnic-PostNL                        | + 1 min 12 s                         |
| 3e                                   | Kévin Vauquelin                      | France                               | Arkéa-B&B Hotels                     | + 11 min 35 s                        |
| 4e                                   | Ben Healy                            | Irlande                              | EF Education-EasyPost                | + 17 min 2 s                         |
| 5e                                   | Raúl García Pierna                   | Espagne                              | Arkéa-B&B Hotels                     | + 2 h 4 min 58 s                     |
| 6e                                   | Ilan Van Wilder                      | Belgique                             | Soudal Quick-Step                    | + 2 h 12 min 14 s                    |
| 7e                                   | Romain Grégoire                      | France                               | Groupama-FDJ                         | + 2 h 14 min 58 s                    |
| 8e                                   | Frank van den Broek                  | Pays-Bas                             | Picnic-PostNL                        | + 2 h 34 min 44 s                    |
| 9e                                   | Valentin Paret-Peintre               | France                               | Soudal Quick-Step                    | + 2 h 36 min 5 s                     |
| 10e                                  | Alex Baudin                          | France                               | EF Education-EasyPost                | + 2 h 45 min 15 s                    |
| modifier                             |                                      |                                      |                                      |                                      |

| Classement par équipes | Classement par équipes     | Classement par équipes | Classement par équipes |
|                        | Équipe                     | Pays                   | Temps                  |
| ---------------------- | -------------------------- | ---------------------- | ---------------------- |
| 1re                    | Visma-Lease a Bike         | Pays-Bas               | en 232 h 3 min 32 s    |
| 2e                     | UAE Emirates XRG           | Émirats arabes unis    | + 24 min 26 s          |
| 3e                     | Red Bull-Bora-Hansgrohe    | Allemagne              | + 1 h 24 min 47 s      |
| 4e                     | Arkéa-B&B Hotels           | France                 | + 2 h 10 min 52 s      |
| 5e                     | Decathlon-AG2R La Mondiale | France                 | + 2 h 14 min 15 s      |
| 6e                     | Ineos Grenadiers           | Royaume-Uni            | + 3 h 22 min 52 s      |
| 7e                     | Movistar                   | Espagne                | + 3 h 23 min 25 s      |
| 8e                     | XDS Astana                 | Kazakhstan             | + 3 h 23 min 59 s      |
| 9e                     | Picnic-PostNL              | Pays-Bas               | + 3 h 26 min 6 s       |
| 10e                    | EF Education-EasyPost      | États-Unis             | + 3 h 43 min 35 s      |
| modifier               |                            |                        |                        |

## Abandon(s)
Aucun coureur n'a abandonné au cours de l'étape.